# گرگ لوگانیس
گرگ لوگانیس (به انگلیسی: Greg Louganis) ورزشکار مرد رشتهٔ شیرجه اهل کشور ایالات متحده آمریکا است. وی در بین سال‌های ‎۱۹۷۶ تا ۱۹۸۸ میلادی در مسابقات بازی‌های المپیک تابستانی در مجموع ۵ مدال، شامل ۴ مدال طلا و ۱ نقره را کسب کرد.